# レッド・ツェッペリン (ボックスセット)
『レッド・ツェッペリン』(英語: Led Zeppelin)は、1990年9月7日に発売されたイギリスのバンド、レッド・ツェッペリンのオーディオCD4枚組のボックス・セット。

## 概要
レーベルはワーナー／アトランティック。プロデューサーはジミー・ペイジ。それまでレコード会社がリマスターしCD化していたツェッペリン楽曲を、ジミー・ペイジ自らがこのボックスセット用に特別にリマスタリングするというのがそもそものコンセプトであった。ただ、その後ペイジによる全てのオリジナル・アルバムのリマスターが行われ『レッド・ツェッペリン・コンプリート・スタジオ・レコーディングス』が発売、各アルバムも個別に発売されたので、いささかその価値は下がったと言えるかもしれない。このボックスセット用に特別に収録された楽曲も幾つか存在したが、それらは全てリマスターされた『最終楽章 (コーダ)』に収録されている。基本的にはレコード収録のものをマスターテープからCDにリマスターしたというだけのことなので、楽曲についての詳細は各アルバムの項を参照。ここではあくまでデータとして以下に曲目のみを記す。ちなみに曲順はかなり変則的で、曲目はペイジ／プラント色が強い。多くのプラント／ジョーンズやジョーンズ主導の曲は『レッド・ツェッペリン・ボックスセット2』の方にまわされている。
- Disc1の「移民の歌」はオリジナル版とは異なり、演奏前のカウントをカット。
- Disc2の「タンジェリン」はオリジナル版とは異なり、演奏前のウォーミングアップをカット。
- Disc4の「俺の罪」はオリジナル版とは異なり、イントロが長く収録されている。

## 収録曲

### Disc1
1. 胸いっぱいの愛を - Whole Lotta Love
2. ハートブレイカー - Heartbreaker
3. コミュニケイション・ブレイクダウン - Communication Breakdown
4. ゴナ・リーヴ・ユー - Babe I'm Gonna Leave You
5. 強き二人の愛 - What Is And What Should Never Be
6. サンキュー - Thank You
7. 君から離れられない - I Can't Quit You, Baby
8. 幻惑されて - Dazed And Confused
9. 時が来たりて - Your Time Is Gonna Come
10. ランブル・オン - Ramble On
11. トラヴェリング・リヴァーサイド・ブルース - Travelling Riverside Blues
12. フレンズ - Friends
13. 祭典の日 - Celebration Day
14. ヘイ・ヘイ・ホワット・キャン・アイ・ドゥ - Hey Hey What Can I Do
15. ホワイト・サマー／ブラック・マウンテン・サイド - White Summer/Black Mountain Side

### Disc2
1. ブラック・ドッグ - Black Dog
2. 丘のむこうに - Over The Hills And Far Away
3. 移民の歌 - Immigrant Song
4. 限りなき戦い - The Battle Of Evermore
5. スノウドニアの小屋 - Bron-Y-Aur Stomp
6. タンジェリン - Tangerine
7. カリフォルニア - Going To California
8. 貴方を愛しつづけて - Since I've Been Loving You
9. デジャ・メイク・ハー - D'yer Mak'er
10. ギャロウズ・ポウル - Gallows Pole
11. カスタード・パイ - Custard Pie
12. ミスティ・マウンテン・ホップ - Misty Mountain Hop
13. ロックン・ロール - Rock And Roll
14. レイン・ソング - The Rain Song
15. 天国への階段 - Stairway To Heaven

### Disc3
1. カシミール - Kashmir
2. トランプルド・アンダーフット - Trampled Under Foot
3. フォー・ユア・ライフ - For Your Life
4. ノー・クォーター - No Quarter
5. ダンシング・デイズ - Dancing Days
6. レヴィー・ブレイク - When The Levee Breaks
7. アキレス最後の戦い - Achilles Last Stand
8. 永遠の詩 - The Song Remains The Same
9. テン・イヤーズ・ゴーン - Ten Years Gone
10. 死にかけて - In My Time Of Dying

### Disc4
1. イン・ジ・イブニング - In The Evening
2. キャンディ・ストア・ロック - Candy Store Rock
3. オーシャン - The Ocean
4. オゾン・ベイビー - Ozone Baby
5. 聖なる館 - Houses Of The Holy
6. ウェアリング・アンド・ティアリング - Wearing And The Tearing
7. プア・トム - Poor Tom
8. 俺の罪 - Nobody's Fault But Mine
9. フール・イン・ザ・レイン - Fool In The Rain
10. イン・ザ・ライト - In The Light
11. ワントン・ソング - The Wanton Song
12. モビー・ディック／モントルーのボンゾ - Moby Dick/Bonzo's Montreux
未発表ニュー・エディット
13. アイム・ゴナ・クロール - I'm Gonna Crawl
14. オール・マイ・ラヴ - All My Love